# Le castagne sono buone
Cet article possède un paronyme, voir La Castagne.
Pour plus de détails, voir Fiche technique et Distribution.
Le castagne sono buone est un film italien réalisé par Pietro Germi sorti en 1970,,.

## Synopsis
Luigi Vivarelli est un réalisateur de télévision, cynique et impénitent coureur de jupons. Un jour, il rencontre Carla Lotito, une étudiante en architecture et est immédiatement attiré par elle. Mais Carla n'est pas comme les autres femmes, elle est catholique et croit dans les valeurs que la société moderne juge démodées.

## Fiche technique
- Titre : Le castagne sono buone
- Réalisateur : Pietro Germi
- Scénario : Leo Benvenuti, Piero De Bernardi, Tullio Pinelli et Pietro Germi
- Photographie : Aiace Parolin
- Montage : Sandro Lena
- Musique : Carlo Rustichelli
- Décors : Carlo Egidi
- Costumes : Angela Sammaciccia
- Sociétés de production : R.P.A. - Rizzoli Film
- Société de distribution : Cineriz (Italie)
- Pays d'origine :  Italie
- Langue originale : italien
- Format : Eastmancolor
- Genre : comédie
- Durée: 108 min
- Année : 1970

## Distribution
- Gianni Morandi : Luigi Vivarelli
- Stefania Casini : Carla Lotito
- Nicoletta Machiavelli : Teresa Lotito
- Patricia Allison : Lisa Lotito
- Franco Fabrizi : Bernardo Bembarbì
- Milla Sannoner : Maria Luisa
- Gigi Reder : animateur de télévision
- Memè Perlini : acteur prêtre
- Stephan Zacharias : Don Raffaele
- Giuseppe Rinaldi